# Madeleine de Souvré
Pour les articles homonymes, voir Souvré.
Madeleine de Souvré, marquise de Sablé, née au château de Courtanvaux en 1599 et morte à Port-Royal le 16 janvier 1678, est une femme de lettres française.

## Biographie
Née en 1599, Madeleine de Souvré est la fille de Gilles de Souvré, marquis de Courtanvaux, baron de Lezines, maréchal de France et précepteur de Louis XIII, et de Françoise de Bailleul, baronne de Messei. Elle a quatre frères, dont l'un devint le grand-prieur de France Jacques de Souvré.
En 1614, elle épouse Philippe Emmanuel de Laval-Bois-Dauphin, marquis de Sablé, qui meurt en 1640, la laissant dans une situation financière quelque peu restreinte.
Elle fréquente l'hôtel de Rambouillet tenu par la marquise de même nom et est conviée par Mlle de Scudéry aux samedis littéraires qu'elle organisait.
Avec son amie la comtesse de Maure,,, elle s’établit place Royale, à Paris, où elle ouvre un salon littéraire qui permit au moraliste La Rochefoucauld de créer un nouveau genre littéraire illustré par ses Maximes que Mme de Sablé relisait avant publication. Elle même composa des Maximes qui, bien qu'éditées après sa mort, précédèrent dans le temps celles de La Rochefoucauld. Elle reçoit notamment aussi des proches de Port-Royal tels que Blaise Pascal. Une de ses maximes sur les dangers du théâtre, retrouvée parmi les brouillons des Pensées, fut d'ailleurs attribuée à ce dernier et publiée comme telle, jusqu'à ce que Louis Lafuma rectifie le tir dans son édition de 1960.
Elle est une hypocondriaque notoire, ce qui explique que son secrétaire, le Dr Noël Valant (1632-1685), est aussi son médecin. En 1656, elle se retire, avec la comtesse de Maure, dans un logement attenant au couvent de Port-Royal de Paris où elle demeure jusqu’à sa mort, un pied dans l'abbaye, où elle dispose d'une tribune personnelle pour assister aux offices, et un pied dans le monde, puisqu'elle tient salon et reçoit chez elle le tout-Paris intellectuel et mondain . Elle a également un rôle politique, notamment sur les complots contre le cardinal de Richelieu et sur les médiations durant la Fronde. Elle meurt en 1678.

## Œuvres
- Maximes de Mme de Sablé (1678), Paris, Damase Jouaust, Librairie des bibliophiles, 1870 (lire sur Wikisource)
- Édition critique des Maximes et du traité De l'amitié de la marquise de Sablé, par Victor Flori, éditions du Livre unique, 2009.